# Line Fruensgaard
Line Widt Fruensgaard, wcześniej znana pod nazwiskiem Daugaard (ur. 17 lipca 1978 roku w Herningu), była duńska piłkarka ręczna, wielokrotna reprezentantka kraju, lewoskrzydłowa. Wraz z reprezentacją Danii zdobyła złoty medal olimpijski w 2004 roku w Atenach. W 2007 roku wyszła za duńskiego piłkarza ręcznego Jeppe Fruensgaarda.
W 2010 r. zakończyła karierę sportową.

## Sukcesy

### Igrzyska Olimpijskie
- (2004)

### Mistrzostwa Europy
- (2002, 2004)

### Mistrzostwa Danii
- (1998)
- (2002, 2003)
- (2004)

### Puchar Danii
- (1999, 2001)

### Puchar EHF
- (2004)
- (2007)

## Nagrody indywidualne
- 2002: najlepsza lewoskrzydłowa Mistrzostw Europy
- 2003: najlepsza lewoskrzydłowa roku w Danii